# Neobisium artaxerxesi
Espèce
Neobisium artaxerxesi est une espèce de pseudoscorpions de la famille des Neobisiidae.

## Distribution
Cette espèce est endémique de la république d'Adyguée en Russie. Elle se rencontre dans la réserve naturelle et biosphérique du Caucase vers Kamennomostsky.

## Description
Les mâles mesurent de 4,00 à 4,27 mm et les femelles de 4,50 à 4,75 mm.

## Systématique et taxinomie
Cette espèce a été décrite par Nassirkhani, Snegovaya et Chumachenko en 2018.

## Étymologie
Cette espèce est nommée en l'honneur d'Artaxerxès V. 

## Publication originale
- Nassirkhani, Snegovaya & Chumachenko, 2018 : « Description of a new epigean Neobisium (Neobisium) species (Pseudoscorpiones: Neobisiidae) and redescription of Neobisium (N.) golovatchi from Russia. » Revista Iberica de Aracnologia, vol. 33, no 2, p. 31-37.